# سانبورن (کالیفرنیا)
سانبورن (به انگلیسی: Sanborn) یک منطقهٔ مسکونی در ایالات متحده آمریکا است که در شهرستان کرن، کالیفرنیا واقع شده‌است. سانبورن ۷۸۴ متر بالاتر از سطح دریا واقع شده‌است.